# Akkavare

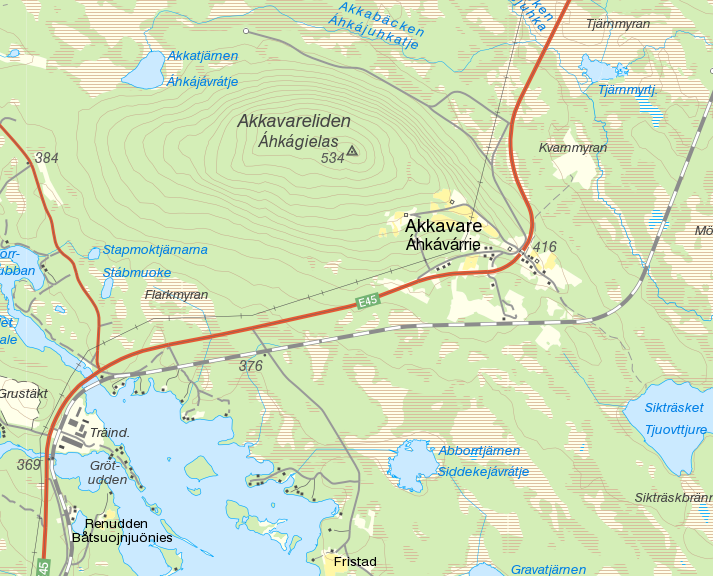
Karta över orten Akkavare invid berget Akkavareliden (Akkavaara).

Akkavare är en ort i Arvidsjaurs kommun, Norrbottens län. Orten är belägen på södra sluttningen av berget Akkavaara, cirka sex kilometer norr om Arvidsjaur. Platsen är troligen mest känd för att ha varit skådeplats för järnvägsolyckan 1956.
Ortens förste nybyggare var soldaten Pehr Christiersson Brännare 1801. 1868 uppfördes i orten en kvarn, som 1928 flyttades till sin nuvarande plats vid sjön Dyras. Vid folkräkningen 1890 hade orten 30 invånare. Åren 1903–1907 uppfördes vägen mellan Arvidsjaur och Moskosel. Skolan i Akkavare var i funktion 1910–1936. På 1930-talet fick Akkavare järnvägsförbindelse och 1939 uppfördes Bröderna Lundbergs sågverk, som 1966 flyttades till en plats mellan Kikkejaurälven och Långträskälvens utlopp i Arvidsjaursjön. Orten fick elektricitet 1947 och ett bönhus, som numera är byastuga, uppfördes 1957–1958.
I september 2016 fanns det enligt Ratsit 32 personer över 16 år registrerade med Akkavare som adress.

## I populärkulturen
Skolan i filmen Så som i himmelen stod i Akkavare men är sedan några år riven och ett nytt hus är uppfört på samma plats.